# Daniel Martínez (político)
Daniel Carlos Martínez Villaamil (Montevideo, 23 de febrero de 1957) es un político e ingeniero industrial mecánico uruguayo. 
Se desempeñó como presidente de ANCAP y posteriormente, como ministro de Industria y Energía de su país desde el 3 de marzo de 2008 al 31 de agosto de 2009. Fue Senador de la República, electo por la lista 90 del Partido Socialista (Frente Amplio). El 10 de mayo de 2015 resultó electo Intendente de Montevideo, cargo que asumió el 9 de julio de ese año. Desde el 18 de marzo de 2019 se encontraba en uso de licencia como intendente para dedicarse de lleno a la campaña electoral para las internas del 30 de junio de ese año; pero renunció definitivamente al cargo de intendente el 1 de abril de 2019.
Martínez fue candidato a Presidente de la República por el Frente Amplio tras haber ganado la interna de su partido. En las elecciones presidenciales de 2019 quedó en primer lugar de la primera vuelta, pero en balotaje su rival, el nacionalista Luis Lacalle Pou, resultó ganador con 50.79% de votos a favor, mientras que Daniel Martínez tuvo 49.21% de votos a favor.

## Trayectoria
Nació en Montevideo, Uruguay, el 23 de febrero del año 1957. También posee nacionalidad francesa. Conocido hincha de Defensor Sporting, proviene de una familia de clase media, vivió en Pocitos, estudió en el Colegio Seminario y posteriormente en la Facultad de Ingeniería. El 8 de octubre de 1976, ya con 19 años, contrajo matrimonio con Laura Motta, consejera del CODICEN. Actualmente es padre de tres hijas (Gabriela, Alejandra y Andrea) y abuelo de siete nietos.
En 1979 comenzó a trabajar en el Ministerio de Industria, Energía y Minería, en temas vinculados a su profesión, en la Dirección Nacional de Energía. Siendo estudiante de la Facultad de Ingeniería, ingresó a trabajar en ANCAP. La militancia que había comenzado en sus años de estudiante de Ingeniería lo llevó, junto al dirigente del PIT-CNT Hugo de Mello, a fundar el sindicato de ANCAP antes de que retornara la democracia. 
Trabajó en ANCAP durante catorce años en los que, entre otros cargos, fue ayudante técnico en el Departamento de Mantenimiento de la División Combustibles, ayudante de ingeniero y presidente del sindicato. 
Su militancia en el Partido Socialista comenzó en 1973, año en el que se produjo el golpe de Estado que desencadenó el gobierno cívico-militar. Entre 1976 y 1981 fue miembro de la dirección clandestina de la Juventud Socialista. En los períodos 1984-1994 y 2000-2002, Martínez fue miembro del Comité Central del Partido Socialista. También fue coordinador de la Unidad Temática de Ciencia y Tecnología del Frente Amplio en 2003 y de la de Energía en 2004.
Realizó cursos nacionales e internacionales de especialización y actualización profesional, en particular cursos varios en la Universidad de la República, en el UNIT, en Alemania y en Brasil. Entre 1997 y 2005 fue vicepresidente de la Asociación de Ingenieros del Uruguay.
Cuando comenzó el gobierno del presidente Tabaré Vázquez, se le ofreció el cargo de presidente de ANCAP, el que asumió el 1 de marzo de 2005.
Presidió el ente hasta ser nombrado Ministro de Industria, Energía y Minería por Vázquez, el 11 de febrero de 2008, y asumió oficialmente la secretaría de dicha cartera el 3 de marzo siguiente.
En su 46.° Congreso Ordinario celebrado los días 22 y 23 de noviembre de 2008, el Partido Socialista del Uruguay propuso su nombre para integrar la futura fórmula presidencial en las elecciones internas del año 2009.
El Congreso Extraordinario «Zelmar Michelini», llevado a cabo los días 13 y 14 de diciembre de 2008, además de resolver el programa de gobierno de cara a un nuevo período, proclamó a José Mujica como el candidato oficial del Frente Amplio para presentarse a las internas de 2009, al tiempo que habilitó a Danilo Astori, Daniel Martínez, Marcos Carámbula y Enrique Rubio para participar en esta misma instancia en igualdad de condiciones. Finalmente, luego de que Daniel Martínez decidiera renunciar a su postulación para facilitar un acuerdo en el Frente Amplio, el 7 de febrero de 2009 el Partido Socialista decidió apoyar al precandidato Danilo Astori.
Encabezó la lista al Senado por el Partido Socialista en los comicios de octubre de 2009. Con tal motivo, a fines de agosto renunció al Ministerio de Industria, Energía y Minería, siendo sustituido por Raúl Sendic. El 25 de octubre, tras los resultados electorales, finalmente resultó elegido senador para el período 2010-2015.
El 9 de diciembre de 2009, fue propuesto por la Departamental de Montevideo del Partido Socialista como candidato a Intendente del Departamento de Montevideo en las elecciones municipales a realizarse en el mes de mayo del año 2010, candidatura que tendría que ser definida por el Plenario Departamental del Frente Amplio.
Finalmente el día 29 de enero al levantarse el cuarto intermedio y luego de varias negociaciones internas, el Plenario Departamental del Frente Amplio resuelve elevar el nombre de la comunista Ana Olivera como candidata única por esa colectividad a la Intendencia Departamental de Montevideo, dejando a Martínez en un segundo lugar y sin posibilidades de competir. Esta decisión dejó un malestar entre los dirigentes del Partido Socialista quienes llegaron a decir que Daniel Martínez fue «vetado» por los dos grupos mayoritarios del Frente Amplio, el Movimiento de Participación Popular y el Frente Líber Seregni.
En 2014, su candidatura a la Intendencia Departamental de Montevideo se concreta, ganando las elecciones y asumiendo el mando como Intendente del Departamento de Montevideo el 9 de julio de 2015; en los ámbitos políticos se comenta con insistencia su nombre como posible figura renovadora en el frenteamplismo. También adhiere a la Masonería en 2017.
Renuncia definitivamente al cargo de intendente el 1 de abril de 2019 para dedicarse a la campaña electoral.

## Senado
Asumió su banca el 15 de febrero de 2010 por el período constitucional de 5 años. En las elecciones de octubre de 2014 fue nuevamente electo senador, encabezando la lista del Partido Socialista. Renunciaría luego a la banca para asumir como intendente  de Montevideo.
Fue el legislador que presidió más comisiones durante el período: Industria, Presupuesto, Ciencia y Tecnología, Transporte y Obras Públicas y la Bicameral Especial para el Seguimiento de la Situación Carcelaria. Integró también la Comisión Multipartidaria de Energía, la Comisión Multipartidaria de Minería, presentó la Ley de Software Libre y Formatos Abiertos, la Ley Marco de Biotecnología y la Ley de Fomento al Emprendedurismo.

## Elecciones departamentales de Montevideo 2015
En las elecciones departamentales y municipales de 2015, el Frente Amplio presentó tres candidatos a la Intendencia de Montevideo: Daniel Martínez, Lucía Topolansky y Virginia Cardozo. Los partidos tradicionales fueron unidos en un único lema: Partido de la Concertación, en busca de lograr la victoria tras 25 años seguidos de gobierno departamental del Frente Amplio.

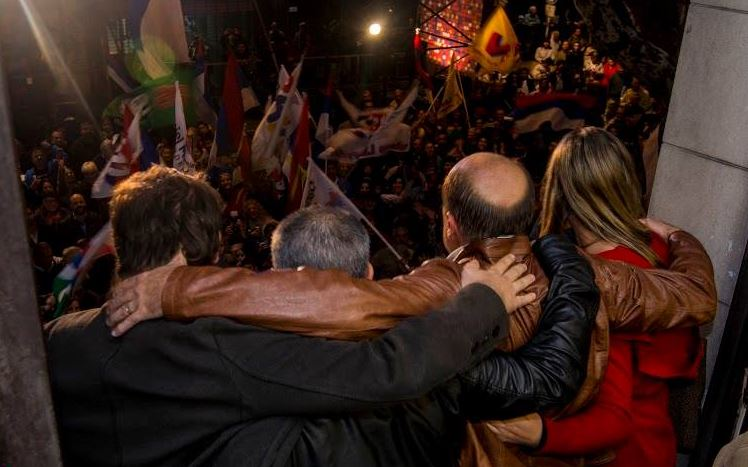
Daniel Martínez y su equipo tras su elección como Intendente del Departamento de Montevideo

### Resultados
El resultado del escrutinio definitivo por parte de la Corte Electoral, proclamó con un 32.3% de los votos (dentro del 56% que obtuvo su partido) a Martínez como Intendente de Montevideo, cargo que asumiría el 9 de julio de 2015.
| Candidato        | Partido                    | Votos  |
| Daniel Martínez  | Frente Amplio              | 32,31% |
| Edgardo Novick   | Partido de la Concertación | 24,22% |
| Lucía Topolansky | Frente Amplio              | 17,35% |
| Álvaro Garcé     | Partido de la Concertación | 11.94% |
| Ricardo Rachetti | Partido de la Concertación | 1,8%   |
| Virginia Cardozo | Frente Amplio              | 1,07%  |
| Otros            |                            | 2,51%  |

## Intendencia de Montevideo
Asumió la Intendencia de Montevideo el 9 de julio de 2015.

### Gabinete departamental
| Ministerio                                       | Nombre               |
| ------------------------------------------------ | -------------------- |
| Secretario general                               | Fernando Nopitsch    |
| Prosecretario general                            | Christian Di Candia  |
| Dirección de Movilidad                           | Pablo Inthamoussu    |
| Dirección de Desarrollo Ambiental                | Fernando Puntigliano |
| Desarrollo Económico e Integración Regional      | Óscar Curutchet      |
| Desarrollo Social                                | Fabiana Goyeneche    |
| Gestión Humana y Recursos Materiales             | Eduardo Brenta       |
| Acondicionamiento Urbano                         | Silvana Pissano      |
| Recursos Financieros                             | Juan Voelker         |
| Asesoría de Desarrollo Municipal y Participación | Jorge Buriani        |
| Departamento de Comunicación                     | Santiago Brum        |
| Dirección de Cultura                             | Mariana Percovich    |
| Unidad Alimentaria de Montevideo                 | José Saavedra        |
| Departamento de Planificación                    | Ramón Méndez         |
| División Limpieza                                | Gabriela Monestier   |
| Coordinador de Relaciones Institucionales        | Jorge Rodríguez      |
| Dirección de Tránsito                            | Mariela Baute        |

## Sucesión en la Intendencia de Montevideo
El 18 de marzo de 2019 pidió licencia como intendente. En principio hasta el 30 de junio de 2019 día que se celebran las elecciones internas. En caso de ganar el 30 de junio extiende licencia o renuncia definitivamente como Intendente de Montevideo. 
El primero de los cuatro suplentes que asumió de manera interina desde el 18 de marzo hasta el 31 de marzo como intendente fue su 4° suplente: Juan Canessa. El 1° de abril luego de la renuncia definitiva al cargo de Daniel Martínez; asume definitivamente como intendente el prosecretario general de la Intendencia y 3.er suplente de Martínez, Christian Di Candia.

## Campaña electoral en las elecciones generales de 2019
Desde hace años se especulaba con una posible candidatura presidencial de Martínez. En agosto de 2018 recibió el respaldo explícito del Partido Socialista para las internas de 2019. Hacia mayo de 2019 se perfiló como uno de los precandidatos favoritos de cara a las internas de junio. Además del apoyo del Partido Socialista, fue apoyado por el Frente Liber Seregni, Casa Grande, PAR (agrupación liderada por Cristina Lustemberg) y otros sectores del Frente Amplio. Su precandidatura fue observada con mucho interés, dado que, habiendo completado 15 años en el poder, el partido oficialista está procesando un complejo proceso de recambio generacional de sus cuadros dirigentes, tras décadas de predominio de la tríada conformada por Tabaré Vázquez, José Mujica y Danilo Astori.
Martínez resultó un claro vencedor en las internas. Seleccionó como compañera de fórmula a la edila Graciela Villar. De inmediato comenzó a armar su futuro equipo de gobierno. En el área económica se destacan Pablo Ferreri (viceministro de Economía), Christian Daude (director de la Asesoría Macroeconómica del MEF), Juan Voelker (director de Recursos Financieros de la IMM), Fernando Isabella (director de Planificación de OPP) y Santiago Soto (subdirector de OPP).
En la primera vuelta de las elecciones en octubre, Martínez obtuvo el primer lugar con algo más del 39 % de los votos;
De cara al balotaje, Martínez nombra como jefe de campaña a Yamandú Orsi También se fueron anunciando eventuales nombres de ministros en caso de ganar la segunda elecciones: Gustavo Leal en Interior, Mario Bergara en Economía, el ministro y exvicepresidente Danilo Astori en Relaciones Exteriores, Lucía Etcheverry en Vivienda, la diputada Cristina Lustemberg en Desarrollo Social y el exsenador y expresidente José Mujica en Ganadería, Agricultura y Pesca.
El domingo 24 de noviembre de 2019 se enfrentó en el balotaje a Luis Lacalle Pou, quien obtuvo una leve ventaja sobre él. La Corte Electoral no proclamó resultados esa noche, porque la cifra de votos observados superaba a la diferencia de votos en el primer escrutinio. Al final, Martínez perdió por una diferencia de 37.042 votos. obre el mediodía del 28 de noviembre el escrutinio mostró una diferencia a favor de Lacalle Pou; posteriormente Martínez lo felicitó a través de su cuenta de la red social Twitter, como Presidente electo de la República. En un gesto de reconocimiento y cordialidad, Martínez visitó a Lacalle Pou en su sede el viernes 29 de noviembre.
Durante la campaña Martínez había anunciado que en caso de no ser electo se retiraría de la actividad política, afirmado: "si no soy electo presidente vuelvo a la ingeniería y a cuidar nietos". Posteriormente, en diciembre de 2019, anuncia que no se presentará a las elecciones de mayo para el cargo de intendente de Montevideo. Posteriormente cambió de idea y decidió presentarse.

## Actividad política tras la elección presidencial de 2019
Tras la elección presidencial de 2019, se presentó nuevamente como candidato a la Intendencia de Montevideo para las elecciones departamentales y municipales de 2020, celebradas en septiembre de ese año. En esta elección la coalición multicolor presentó a una sola candidata, Laura Raffo, mientras que el Frente Amplio presentó como candidatos a Martínez y a Carolina Cosse y Álvaro Villar. Resultó electa Carolina Cosse mientras que Martínez quedó en tercer lugar, detrás de los otros dos candidatos del partido.
La candidatura por la reelección como intendente de Martínez contó con el apoyo de la Vertiente Artiguista, el Nuevo Espacio, Asamblea Uruguay, el Partido Demócrata Cristiano, Plataforma, PAR, el Movimiento de Alternativa Socialista, Movimiento PAIS, el Partido Obrero Revolucionario, la lista 5005, Baluarte Progresista e Izquierda Abierta. El Partido Socialista, el partido de Daniel Martínez, definió su apoyo a la candidatura de Carolina Cosse.
En mayo de 2021 fue entrevistado por el medio El Observador, entrevista en la que admite haber sabido que iba a perder en las elecciones presidenciales de 2019.
En diciembre de 2022, Martínez presentó su renuncia al Partido Socialista, tras 49 años de afiliación. Lo hizo mediante una carta dirigida al secretario general del PS, Gonzalo Civila, en la que decía que, “además de diferencias que hemos tenido”, el partido “no es mi lugar para aportar en el camino de sumar al proyecto popular”.
En julio de 2023 hizo reaparición en el panorama político acompañando al intendente de Canelones, y su anterior jefe de campaña en 2019, Yamandú Orsi, en una recorrida por el departamento de Cerro Largo. Allí Martínez oficializó su apoyo a Orsi como precandidato del Frente Amplio para la venideras elecciones internas de 2024 y arremetió contra el oficialismo, afirmando que las elecciones de 2019 fueron ganadas con "mentiras y odio".
El jueves 23 de noviembre Martínez lanza una nueva agrupación identificada con el número 52 y llamada "No te rindas", en alusión a una frase del expresidente Tabaré Vázquez. Además, afirmó su apoyo a la precandidatura del intendente canario Yamandú Orsi.